# ARM Cortex-X3
L'ARM Cortex-X3 és el nucli de CPU d'alt rendiment de la sèrie X de tercera generació d'Arm. Forma part d'Arm's Total Compute Solutions 2022 (TCS22) juntament amb Arm's Cortex-A715, Cortex-A510, Immortalis-G715 i CoreLink CI-700/NI-700.

## Canvis d'arquitectura en comparació ambARM Cortex-X2
El processador implementa els canvis següents:
- Amplada de descodificació: 6 (augment de 5)
- Canviar el nom/amplada d'enviament: 8
- memòria cau de microoperacions (MOP): 1,5 k entrades (reduïda de 3 k)
- Buffer de reordenació (ROB): 320 entrades (augmentat de 288)
- Ports d'execució: 15
- Longitud de la canonada: 9 (reduïda de 10)

Reclamacions de rendiment:
- Millora del rendiment màxim del 25% respecte al Cortex-X2 en telèfons intel·ligents (3,3 GHz, 1 MB L2, 8 MB L3).
- Augment de l'IPC de l'11% sobre el Cortex-X2, quan es basa en el mateix procés, velocitat de rellotge i configuració de memòria cau (també conegut com a procés ISO).
- 34% més ràpid que un Intel Core i7-1260P (3,6 GHz, 1 MB L2, 16 MB L3)

## Ús
- MediaTek Dimensity 9200
- Qualcomm Snapdragon 8 Gen 2